# Boris Stechkin
Boris Sergeyevich Stechkin (Trufanovo, Tula, Rússia, 1891 – Moscou, 2 de abril de 1969) foi um cientista, engenheiro e inventor russo.

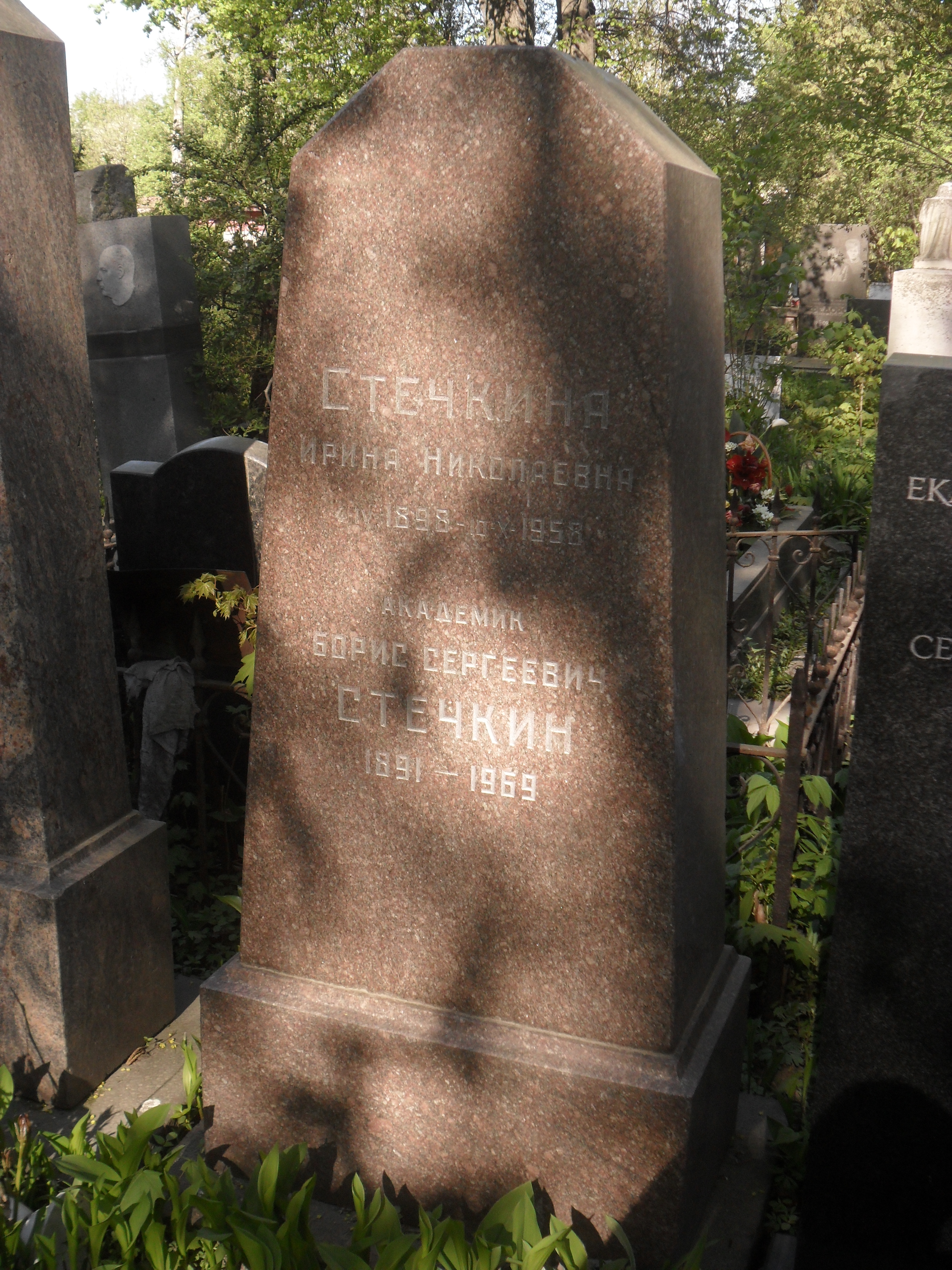
Sepultura de Stechkin no Cemitério Novodevichy

Desenvolveu uma teoria de máquinas térmicas e esteve envolvido na construção de diversos motores aeronáuticos soviéticos. Foi também co-desenvolvedor do Sikorsky Ilya Muromets (o primeiro bombardeiro quadrimotor do mundo, desenvolvido em 1913) e do Tsar Tank (o maior veículo blindado já construído, 1916-1917).